# Derek Rencher
Derek Rencher (Birmingham, 6 giugno 1932 – 20 dicembre 2014) è stato un ballerino britannico. Ha danzato per oltre quarant'anni con il Royal Ballet, ricoprendo diverse cariche, da membro del corpo di ballo a primo ballerino della compagnia.

## Biografia
Derek Rencher nacque in una famiglia di classe proletaria a Birmingham nel 1932 e, dopo aver vinto una borsa di studio, studiò storia dell'arte e design al Royal College of Art. All'età di diciannove anni fece da comparsa nel film Invitation to the Dance con Gene Kelly, un film con scopi educativi in cui venivano illustrati i rudimenti della danza per il grande pubblico. Nonostante l'età relativamente avanzata per un ballerino, Rencher decise di intraprendere la carriera artistica e cominciò a studiare danza con Igor Schwezoff. Pur non raggiungendo mai livelli tecnici eccelsi, Rencher si affermò come un ballerino richiesto ed apprezzato sulle scene per l'aspetto fisico imponente e il portamento nobile. Verso la metà degli anni cinquanta Ninette de Valois lo scritturò per il Sadler's Wells Ballet, in cui si fece apprezzare come interprete delle coreografie di John Cranko, Alfred Rodrigues e Kenneth MacMillan.
Nei quarant'anni successivi, tutti trascorsi con il Royal Ballet, Rencher danzò ruoli originali scritti da Frederick Ashton, Robert Helpmann, Antony Tudor e Rudol'f Nureev. Fu promosso solista nel 1957 e primo ballerino nel 1969. Come attore si distinse per la versatilità in ruoli comici e drammatici, raccogliendo successi in ruoli da comprimario e da antagonista (in particolare nei ruoli di Von Rothbart ne Il lago dei cigni e Brahmin ne La Bayadère). Inoltre fu nei cast originali dei primi allestimenti de Il principe delle pagode coreografato da John Cranko (1957), Romeo e Giulietta (1964), Anastasia (1971), L'Histoire de Manon (1974) coreografati da MacMillan e il Don Chisciotte (1993) con le coreografie originali di Marius Petipa ricreate da Michail Baryšnikov ed Anthony Dowell. Dopo quasi cinquant'anni con il Royal Ballet, Rencher diede il suo addio alle scene al termine della stagione 1997/1998.
Lavorò occasionalmente anche come costumista, disegnando costumi per gli allestimenti dell'Australian Ballet di One in Five (1961) e A Fool's Tale (1962), oltre che Lament of the Waves (1970) e Siesta (1972) per il Royal Ballet. Il suo progetto più ambizioso furono i costumi del terzo atto de Il lago dei cigni per il Balletto di Filadelfia nel 1972.

### Vita privata
Dichiaratamente omosessuale, Derek Rencher ebbe una relazione con Anthony Dowell verso la fine degli anni sessanta e poi una lunga relazione con Brian Shaw.